# 余姚博物馆
30°02′59.84″N 121°8′46.72″E / 30.0499556°N 121.1463111°E
余姚博物馆是浙江省余姚市境内的一座国家二级博物馆。博物馆位于龙泉山西麓的龙山文化广场，建筑面积6000平方米，其中展览面积2400平方米，建成于2003年，于2010年扩建。常设展览为“烟水万人家——餘姚古代文明展”，同时也设有临时展览空间。